# Fuhrmann Henschel
Pour plus de détails, voir Fiche technique et Distribution.
Fuhrmann Henschel est un film allemand réalisé par Ernst Lubitsch, sorti en 1918.

## Fiche technique
- Titre : Fuhrmann Henschel
- Réalisation : Ernst Lubitsch
- Scénario : Hanns Kräly d'après la pièce de Gerhart Hauptmann
- Photographie : Theodor Sparkuhl
- Pays d'origine : République de Weimar
- Format : Noir et blanc - 1,33:1 - Film muet
- Genre : drame
- Date de sortie : 1918

## Distribution
- Emil Jannings